# Pentaceraster cumingi
Étoile-coussin des Galápagos
Espèce
L'étoile-coussin des Galápagos (ou étoile à bosses, Pentaceraster cumingi) est une espèce de grandes étoiles de mer tropicales de la famille des Oreasteridae.

## Description
C'est une étoile régulière épaisse et charnue, pourvue de cinq bras boudinés et d'un disque central épais et très bombé. Son corps est assez rigide, généralement rouge vif (mais pouvant aller d'orangé à brun), et couvert de tubercules coniques durs et clairs (jaunes ou orangés), reliés par un réseau de lignes rouge délimitant des plaques aux reflets grisâtres, parfois complètement blanches. Sur les spécimens les plus clairs, le bout des bras peut être plus sombre. Les tubercules des bras sont alignés en une seule ligne, centrale (mais le pourtour inférieur est aussi pourvu de tubercules alignés). Elle mesure de 25 à 30 centimètres de diamètre. La face orale est généralement blanche, avec des sillons ambulacraires fins.

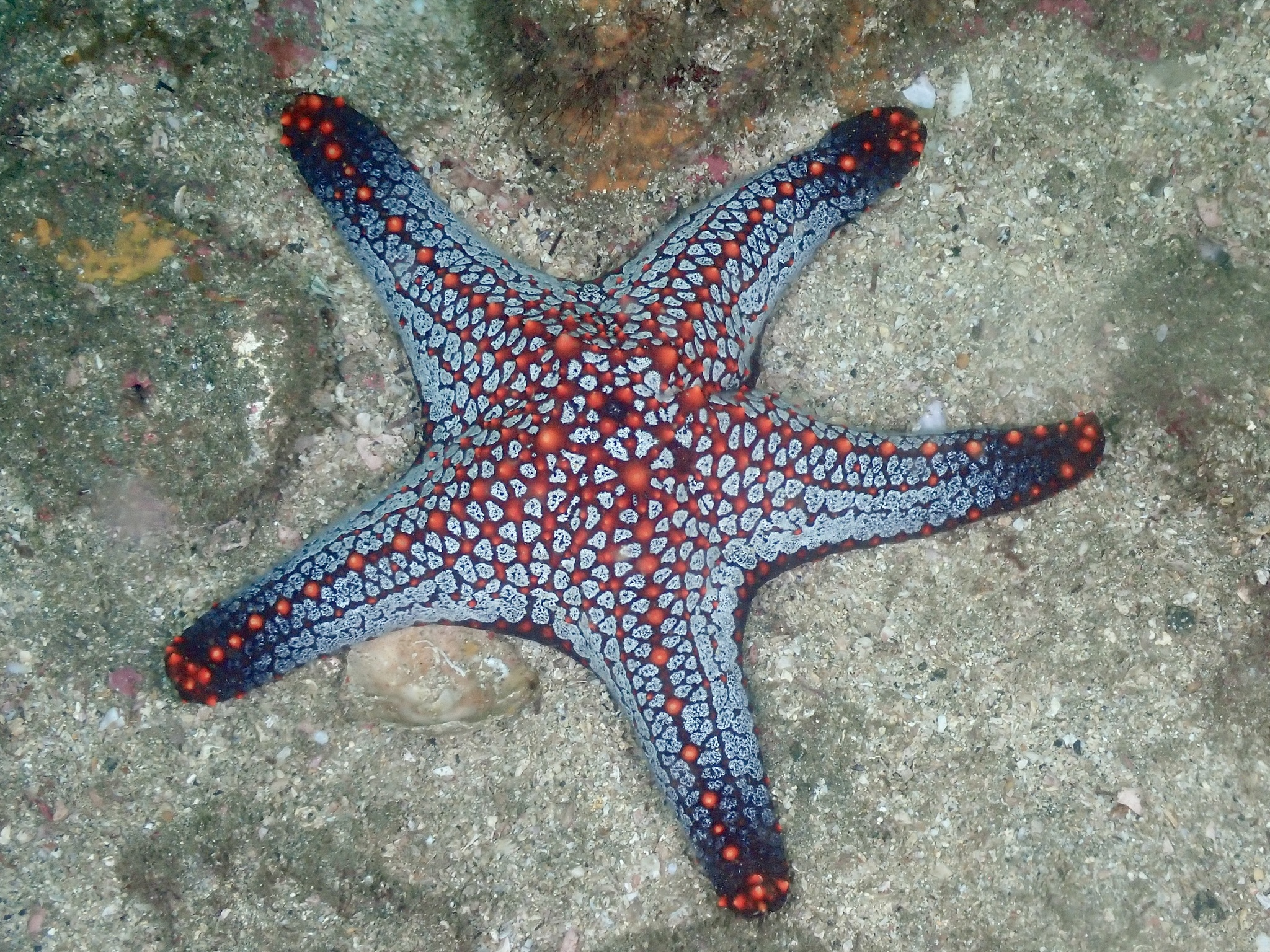
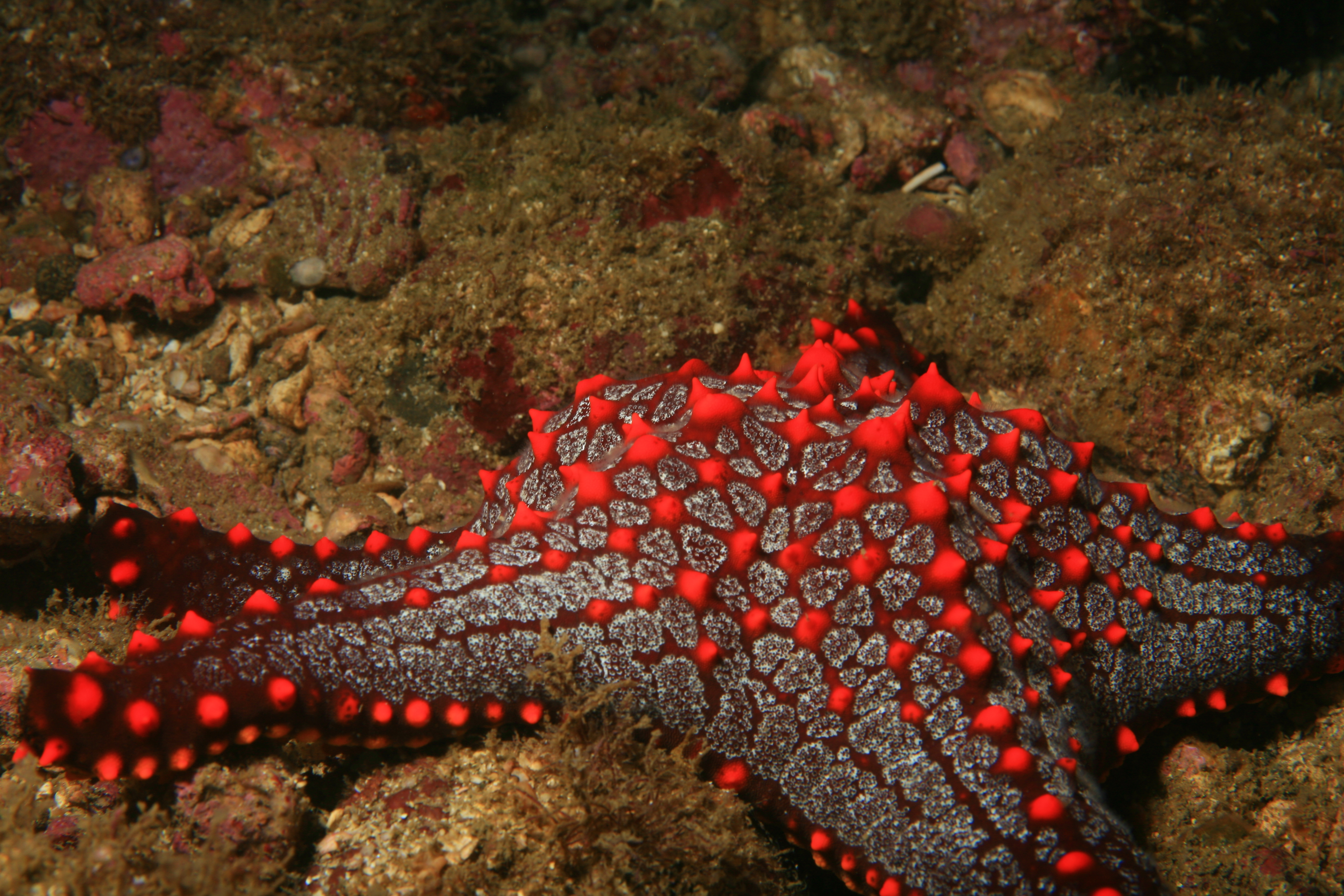
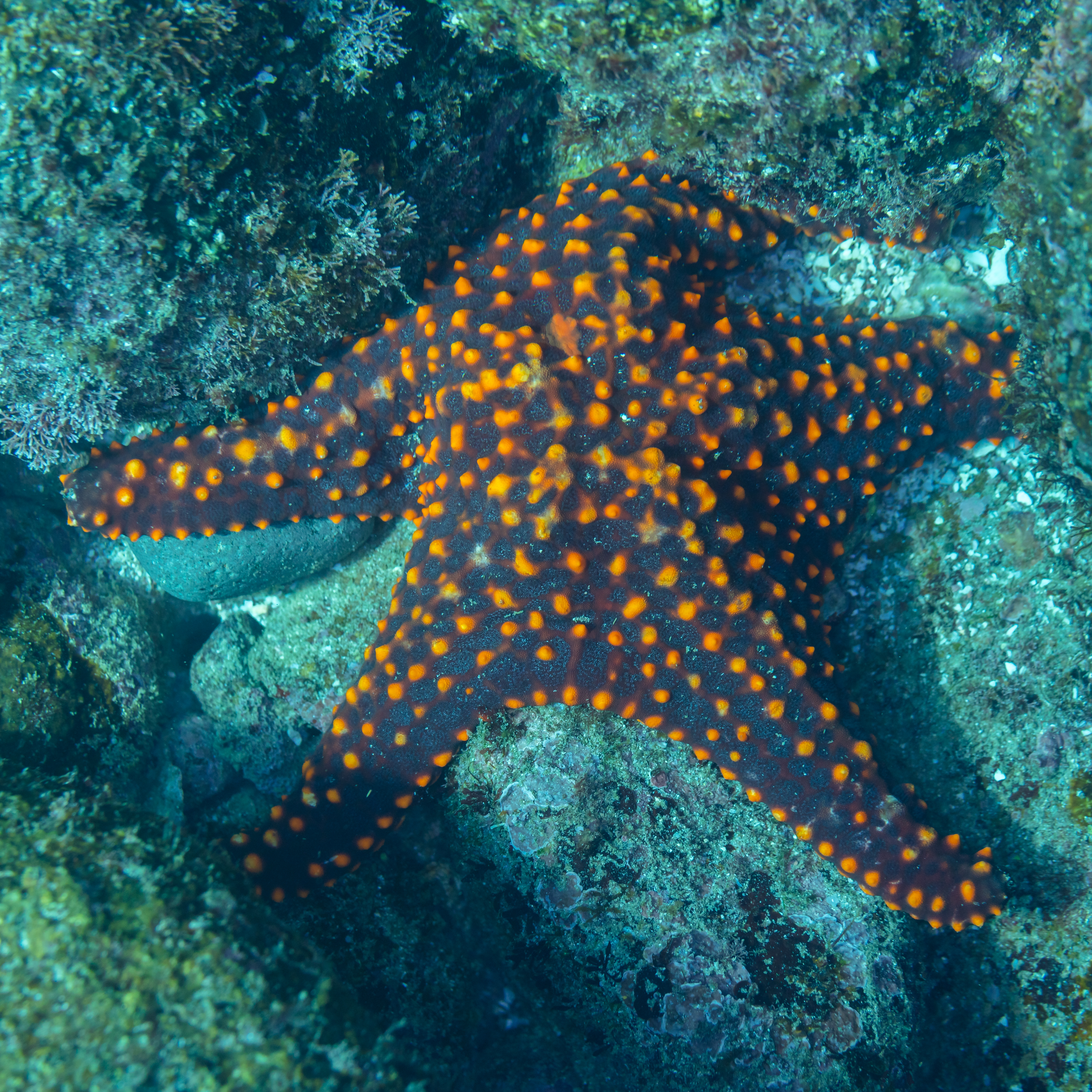

## Habitat et répartition
Cette étoile se rencontre à faible profondeur sur les côtes ouest-américaines tropicales, notamment à Panama, à une dizaine de mètres de profondeur en moyenne. On la trouve aussi sporadiquement autour des îles du Pacifique Est, notamment aux Galápagos et à Hawaii, où elle est plus grosse et vit plus profond.